# Fan Zhendong
Fan Zhendong (kinesiska: 樊振东; pinyin: Fán Zhèndōng), född den 22 januari 1997, är en kinesisk bordtennisspelare med flerfaldiga världsmästartitlar. Han blev vid 17 års ålder yngsta person att vinna VM-guld i bordtennis då han ingick i segrarlaget vid världsmästerskapen i bordtennis 2014. Därefter har han vunnit ett stort antal medaljer, med VM-guld i både singel, dubbel och lag,  och vid olympiska spelen har han bland annat guld i herrsingel då han vid OS 2024 slog svenska Truls Möregårdh med 4-1 i finalen .